# Innellan
Innellan är en ort i Storbritannien.   Den ligger i kommunen Argyll and Bute och riksdelen Skottland, i den nordvästra delen av landet, 600 km nordväst om huvudstaden London. Innellan ligger 46 meter över havet och antalet invånare är 1 132.
Terrängen runt Innellan är kuperad åt nordost, men åt sydväst är den platt. Havet är nära Innellan åt sydost.  Närmaste större samhälle är Greenock, 14,0 km nordost om Innellan. 